# T. S. Ashton

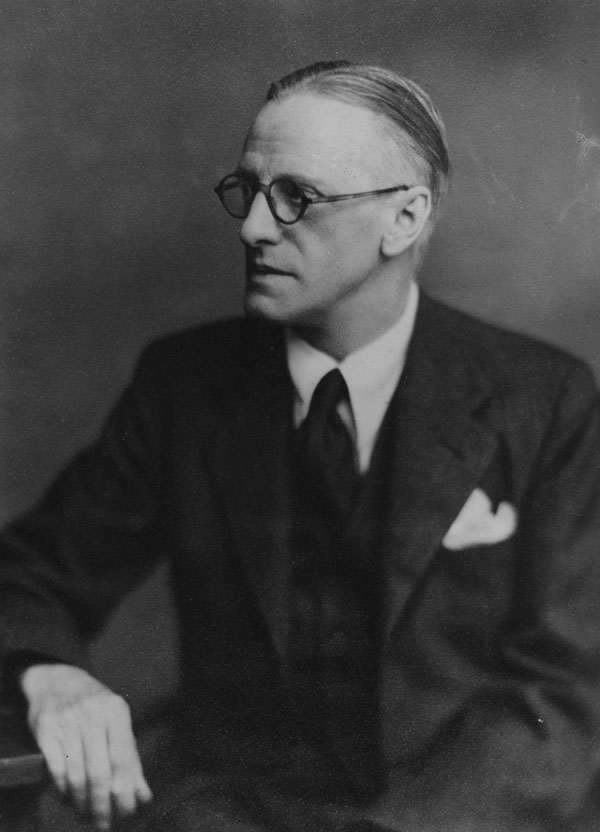
T. S. Ashton por volta de 1950.

Thomas Southcliffe Ashton (1899 – 1968) foi um historiador de economia britânico. Foi professor de "História Económica" no London School of Economics na University of London de 1944 a 1954. A sua obra mais conhecida  The Industrial Revolution (1760 - 1830) (1961) (traduzida em Portugal, como "A revolução industrial: 1760-1830"), em que dá uma visão positiva dos benefícios da era da revolução industrial. 
Ele doou dinheiro para a criação do  T. S. Ashton Prize, um prémio anual da Economic History Society. O prémio é na atualidade de £750 e que é entregue todos os anos numa conferência, em honra do melhor artigo que foi escrito em Economic History Review nos últimos dois anos. 

## Carreira profissional
Thomas Ashton foi educado na escola secundária de Ashton-under-Lyne e na Universidade de Manchester. A sua carreira académica focou-se em economia e em finanças públicas.  Ashton foi leitor-assistente em Economia na  Universidade de Sheffield entre 1912e 1919,  e entre 1919 e 1921 Leitor e Tutor na Universidade de Birmingham. Em 1921 foi nomeado como Leitor Sénior em Economia na Universidade de Manchester.  . Foi professor de Economia na  London School of Economics onde lecionou entre 1944 e 1954. Foi presidente da Manchester Statistical Society (1938 - 1940), e da Economic History Society (1960 - 1963).

## Obras
As suas obras cobrem a economia do século XVIII e incluem as indústrias do ferro, aço e carvão:
- Iron and Steel in the Industrial Revolution (1924)
- The Coal Industry (with Joseph Sykes) (1929)
- Economic and Social Investigations in Manchester 1833 - 1933 (1934)
- An Eighteenth-Century Industrialist: Peter Stubs of Warrington 1756 - 1806 (1939)
- The Industrial Revolution (1760 - 1830) (1948, 1997) edição online
- An Economic History of the Eighteenth Century (1955) edição online
- Economic Fluctuations in England 1700 - 1800 (1959) edited by EB Schumpeter
- English Overseas Trade Statistics 1697 - 1808 (1960)